# Dendrobium crassinervium
Dendrobium crassinervium är en orkidéart som beskrevs av Johannes Jacobus Smith. Dendrobium crassinervium ingår i släktet Dendrobium, och familjen orkidéer. Inga underarter finns listade i Catalogue of Life.